# Кошаркашка лига Србије 2015/16.
Кошаркашка лига Србије у сезони 2015/16. је десето такмичење организовано под овим именом од стране Кошаркашког савеза Србије од оснивања лиге 2006. и то је први степен такмичења у Србији. Нижи ранг је Друга лига Србије.
Први део лиге броји 14 екипа и играју га сви клубови који су изборили место у њој, изузев клубова који су учесници Јадранске лиге.
У другом делу се прикључују четири српска тима који учествују у Јадранској лиги и заједно са 4 првопласирана клуба из првог дела Кошаркашке лиге Србије формирају Суперлигу Србије (укупно 8 екипа). Четири првопласиране екипе Суперлиге учествују у завршном разигравању за титулу (плеј-офу), а позиције на табели одређују и који тимови ће играти у наредној сезони Јадранске лиге. Победник Суперлиге добија титулу шампиона Србије.
Ове сезоне јавио се проблем са мањком слободних термина за одигравање Суперлиге у стандардном формату (јединствена лига са 8 клубова, 14 кола, предност домаћег терена у плеј-офу одређена пласманом на табели), те је одлучено да се ова фаза такмичења подели у две групе са по 4 екипе. У првој групи наћи ће се најбоље и најлошије пласирани српски тим на табели Јадранске лиге заједно са првопласираним и четвртопласираним тимом првог дела КЛС-а, док ће другу групу сачињавати преостала 4 клуба. Такмичење унутар група одвијаће се по двокружном бод-систему у 6 кола. У полуфиналу плеј-офа се клубови укрштају по систему А1-Б2, Б1-А2.

## Први део такмичења

### Клубови у сезони 2015/16.
| Клуб                | Место     | Дворана                   | Капацитет |
| ------------------- | --------- | ------------------------- | --------- |
| Беовук 72           | Београд   | Хала СЦ ''Визура''        | 1.500     |
| Борац               | Чачак     | Хала Борца крај Мораве    | 2.500     |
| Војводина Србијагас | Нови Сад  | Хала СЦ Слана Бара        | 1.500     |
| Вршац Свислајон     | Вршац     | Центар Миленијум          | 5.000     |
| Јагодина            | Јагодина  | Спортска хала ЈАССА       | 2.600     |
| Константин          | Ниш       | Хала Чаир                 | 5.000     |
| Младост Адмирал     | Београд   | КСЦ Пинки Земун           | 2.300     |
| Напредак Рубин      | Крушевац  | Хала спортова СЦ Крушевац | 2.500     |
| ОКК Београд         | Београд   | Хала СЦ ''Шумице''        | 2.000     |
| Слога               | Краљево   | Хала спортова Краљево     | 1.500     |
| Смедерево 1953      | Смедерево | Спортска хала Смедерево   | 2.600     |
| Спартак             | Суботица  | Хала спортова у Суботици  | 3.000     |
| Тамиш               | Панчево   | Спортска хала Стрелиште   | 1.100     |
| ФМП                 | Београд   | Дворана Железник          | 3.000     |

### Резултати по колима
| 1. коло                 |        |
| ОКК Београд - Беовук 72 | 72:80  |
| Напредак - Тамиш        | 78:62  |
| ФМП - Младост           | 70:69  |
| Војводина - Смедерево   | 76:77  |
| Слога - Вршац           | 76:73  |
| Спартак - Јагодина      | 93:75  |
| Борац - Константин      | 106:90 |

| 2. коло                |        |
| Беовук 72 - Константин | 75:86  |
| Јагодина - Борац       | 70:113 |
| Вршац - Спартак        | 87:67  |
| Смедерево - Слога      | 89:65  |
| Младост - Војводина    | 73:75  |
| Тамиш - ФМП            | 69:88  |
| ОКК Београд - Напредак | 78:68  |

| 3. коло               |       |
| Напредак - Беовук 72  | 83:71 |
| ФМП - ОКК Београд     | 83:72 |
| Војводина - Тамиш     | 63:62 |
| Слога - Младост       | 62:52 |
| Спартак - Смедерево   | 74:85 |
| Борац - Вршац         | 96:63 |
| Константин - Јагодина | 80:70 |

| 4. коло                 |        |
| Беовук 72 - Јагодина    | 96:84  |
| Вршац - Константин      | 75:79  |
| Смедерево - Борац       | 86:72  |
| Младост - Спартак       | 87:51  |
| Тамиш - Слога           | 70:69  |
| ОКК Београд - Војводина | 107:73 |
| Напредак - ФМП          | 63:76  |

| 5. коло                |       |
| ФМП - Беовук 72        | 81:70 |
| Војводина - Напредак   | 74:65 |
| Слога - ОКК Београд    | 75:70 |
| Спартак - Тамиш        | 58:69 |
| Борац - Младост        | 77:72 |
| Константин - Смедерево | 93:84 |
| Јагодина - Вршац       | 67:98 |

| 6. коло               |        |
| Беовук 72 - Вршац     | 82:89  |
| Смедерево - Јагодина  | 97:67  |
| Младост - Константин  | 79:71  |
| Тамиш - Борац         | 48:61  |
| ОКК Београд - Спартак | 101:74 |
| Напредак - Слога      | 62:48  |
| ФМП - Војводина       | 106:66 |

| 7. коло               |       |
| Војводина - Беовук 72 | 79:82 |
| Слога - ФМП           | 51:68 |
| Спартак - Напредак    | 73:67 |
| Борац - ОКК Београд   | 67:61 |
| Константин - Тамиш    | 84:77 |
| Јагодина - Младост    | 80:73 |
| Вршац - Смедерево     | 66:83 |

| 8. коло                  |       |
| Беовук 72 - Смедерево    | 73:68 |
| Младост - Вршац          | 79:65 |
| Тамиш - Јагодина         | 99:64 |
| ОКК Београд - Константин | 69:81 |
| Напредак - Борац         | 79:74 |
| ФМП - Спартак            | 80:65 |
| Војводина - Слога        | 70:71 |

| 9. коло                |        |
| Слога - Беовук 72      | 81:68  |
| Спартак - Војводина    | 75:79  |
| Борац - ФМП            | 73:93  |
| Константин - Напредак  | 70:54  |
| Јагодина - ОКК Београд | 99:108 |
| Вршац - Тамиш          | 73:65  |
| Смедерево - Младост    | 90:79  |

| 10. коло            |       |
| Беовук 72 - Младост | 75:78 |
| Тамиш - Смедерево   | 84:69 |
| ОКК Београд - Вршац | 90:84 |
| Напредак - Јагодина | 90:69 |
| ФМП - Константин    | 74:76 |
| Војводина - Борац   | 66:88 |
| Слога - Спартак     | 68:76 |

| 11. коло                |       |
| Спартак - Беовук 72     | 99:71 |
| Борац - Слога           | 78:82 |
| Константин - Војводина  | 90:81 |
| ФМП - Јагодина          | 99:61 |
| Вршац - Напредак        | 69:71 |
| Смедерево - ОКК Београд | 89:86 |
| Младост - Тамиш         | 71:67 |

| 12. коло              |       |
| Беовук 72 - Тамиш     | 76:74 |
| ОКК Београд - Младост | 78:87 |
| Напредак - Смедерево  | 76:63 |
| ФМП - Вршац           | 77:55 |
| Војводина - Јагодина  | 84:73 |
| Слога - Константин    | 71:75 |
| Спартак - Борац       | 76:86 |

| 13. коло             |        |
| Борац - Беовук 72    | 84:76  |
| Константин - Спартак | 84:73  |
| Јагодина - Слога     | 64:72  |
| Вршац - Војводина    | 100:65 |
| Смедерево - ФМП      | 54:75  |
| Младост - Напредак   | 84:80  |
| Тамиш - ОКК Београд  | 84:63  |

| 14. коло                |       |
| Беовук 72 - ОКК Београд | 86:72 |
| Тамиш - Напредак        | 88:69 |
| Младост - ФМП           | 61:88 |
| Смедерево - Војводина   | 85:77 |
| Вршац - Слога           | 94:75 |
| Јагодина - Спартак      | 71:75 |
| Константин - Борац      | 84:95 |

| 15. коло               |        |
| Константин - Беовук 72 | 90:80  |
| Борац - Јагодина       | 106:61 |
| Спартак - Вршац        | 84:77  |
| Слога - Смедерево      | 68:61  |
| Војводина - Младост    | 74:85  |
| ФМП - Тамиш            | 85:63  |
| Напредак - ОКК Београд | 65:62  |

| 16. коло              |       |
| Беовук 72 - Напредак  | 76:71 |
| ОКК Београд - ФМП     | 65:84 |
| Тамиш - Војводина     | 93:58 |
| Младост - Слога       | 84:58 |
| Смедерево - Спартак   | 73:67 |
| Вршац - Борац         | 77:79 |
| Јагодина - Константин | 78:71 |

| 17. коло                |       |
| Јагодина - Беовук 72    | 69:86 |
| Константин - Вршац      | 96:86 |
| Борац - Смедерево       | 69:61 |
| Спартак - Младост       | 81:75 |
| Слога - Тамиш           | 70:74 |
| Војводина - ОКК Београд | 81:75 |
| ФМП - Напредак          | 94:59 |

| 18. коло               |       |
| Беовук 72 - ФМП        | 66:78 |
| Напредак - Војводина   | 66:74 |
| ОКК Београд - Слога    | 91:61 |
| Тамиш - Спартак        | 61:56 |
| Младост - Борац        | 89:94 |
| Смедерево - Константин | 80:86 |
| Вршац - Јагодина       | 83:75 |

| 19. коло              |        |
| Вршац - Беовук 72     | 79:81  |
| Јагодина - Смедерево  | 75:63  |
| Константин - Младост  | 83:90  |
| Борац - Тамиш         | 72:65  |
| Спартак - ОКК Београд | 101:72 |
| Слога - Напредак      | 66:71  |
| Војводина - ФМП       | 84:79  |

| 20. коло              |        |
| Беовук 72 - Војводина | 81:62  |
| ФМП - Слога           | 92:45  |
| Напредак - Спартак    | 68:61  |
| ОКК Београд - Борац   | 87:76  |
| Тамиш - Константин    | 81:84  |
| Младост - Јагодина    | 109:81 |
| Смедерево - Вршац     | 69:86  |

| 21. коло                 |        |
| Смедерево - Беовук 72    | 79:69  |
| Вршац - Младост          | 64:72  |
| Јагодина - Тамиш         | 77:86  |
| Константин - ОКК Београд | 75:71  |
| Борац - Напредак         | 85:75  |
| Спартак - ФМП            | 73:80  |
| Слога - Војводина        | 100:90 |

| 22. коло               |        |
| Беовук 72 - Слога      | 110:84 |
| Војводина - Спартак    | 70:80  |
| ФМП - Борац            | 88:62  |
| Напредак - Константин  | 94:86  |
| ОКК Београд - Јагодина | 103:71 |
| Тамиш - Вршац          | 93:90  |
| Младост - Смедерево    | 69:65  |

| 23. коло            |       |
| Младост - Беовук 72 | 74:82 |
| Смедерево - Тамиш   | 72:90 |
| Вршац - ОКК Београд | 81:73 |
| Јагодина - Напредак | 75:95 |
| Константин - ФМП    | 59:87 |
| Борац - Војводина   | 90:82 |
| Спартак - Слога     | 96:54 |

| 24. коло                |        |
| Беовук 72 - Спартак     | 67:77  |
| Слога - Борац           | 81:79  |
| Војводина - Константин  | 64:74  |
| Јагодина - ФМП          | 66:101 |
| Напредак - Вршац        | 65:66  |
| ОКК Београд - Смедерево | 74:72  |
| Тамиш - Младост         | 78:58  |

| 25. коло              |         |
| Тамиш - Беовук 72     | 84:69   |
| Младост - ОКК Београд | 109:71  |
| Смедерево - Напредак  | 82:86   |
| Вршац - ФМП           | 52:92   |
| Јагодина - Војводина  | 73:90   |
| Константин - Слога    | 67:80   |
| Борац - Спартак       | 107:105 |

| 26. коло             |        |
| Беовук 72 - Борац    | 100:83 |
| Спартак - Константин | 78:63  |
| Слога - Јагодина     | 105:62 |
| Војводина - Вршац    | 63:72  |
| ФМП - Смедерево      | 112:59 |
| Напредак - Младост   | 66:83  |
| ОКК Београд - Тамиш  | 64:84  |

### Табела
|    | Тим                 | Игр. | Поб. | Изг. | П+   | П-   | П+/- | Бод |
| -- | ------------------- | ---- | ---- | ---- | ---- | ---- | ---- | --- |
| 1  | ФМП                 | 26   | 24   | 2    | 2230 | 1658 | +572 | 50  |
| 2  | Борац Чачак         | 26   | 18   | 8    | 2172 | 2017 | +155 | 44  |
| 3  | Константин          | 26   | 17   | 9    | 2077 | 2052 | +25  | 43  |
| 4  | Тамиш               | 26   | 15   | 11   | 1970 | 1841 | +129 | 41  |
| 5  | Младост Адмирал     | 26   | 15   | 11   | 2041 | 1926 | +115 | 41  |
| 6  | Напредак Рубин      | 26   | 13   | 13   | 1886 | 1909 | -23  | 39  |
| 7  | Беовук 72           | 26   | 13   | 13   | 2048 | 2060 | -12  | 39  |
| 8  | Спартак Суботица    | 26   | 12   | 14   | 1988 | 1977 | +11  | 38  |
| 9  | Слога               | 26   | 12   | 14   | 1838 | 1986 | -148 | 38  |
| 10 | Вршац Свислајон     | 26   | 11   | 15   | 2004 | 2014 | -10  | 37  |
| 11 | Смедерево 1953      | 26   | 11   | 15   | 1955 | 2014 | -59  | 37  |
| 12 | ОКК Београд         | 26   | 9    | 17   | 2035 | 2090 | -55  | 35  |
| 13 | Војводина Србијагас | 26   | 9    | 17   | 1920 | 2122 | -202 | 35  |
| 14 | Јагодина            | 26   | 3    | 23   | 1877 | 2375 | -498 | 29  |

Легенда:

### Најкориснији играчи кола и лиге
| Коло | Играч                             | Клуб                | Индекс |
| ---- | --------------------------------- | ------------------- | ------ |
| 1.   | Стефан Живановић                  | Смедерево 1953      | 46     |
| 2.   | Небојша Јовишић                   | Војводина Србијагас | 35     |
| 3.   | Иван Смиљанић                     | Тамиш               | 30     |
| 4.   | Вук Малиџан                       | ОКК Београд         | 48     |
| 5.   | Данило Шибалић                    | Смедерево 1953      | 30     |
| 6.   | Вук Малиџан (2)                   | ОКК Београд         | 34     |
| 7.   | Иван Демчешен Радован Ђоковић     | Јагодина            | 31     |
| 8.   | Душан Вулетић                     | Слога               | 40     |
| 9.   | Драган Апић                       | ФМП                 | 38     |
| 10.  | Вук Малиџан (3)                   | ОКК Београд         | 45     |
| 11.  | Никола Вукасовић                  | ОКК Београд         | 33     |
| 12.  | Алекса Аврамовић                  | Борац Чачак         | 49     |
| 13.  | Кимани Френд                      | Јагодина            | 37     |
| 14.  | Филип Човић                       | ФМП                 | 37     |
| 15.  | Стефан Матовић                    | Слога               | 37     |
| 16.  | Кимани Френд (2)                  | Јагодина            | 43     |
| 17.  | Данило Тасић                      | Константин          | 43     |
| 18.  | Алекса Аврамовић (2)              | Борац Чачак         | 63     |
| 19.  | Данило Тасић (2) Кимани Френд (3) | Константин Јагодина | 34     |
| 20.  | Андрија Бојић                     | ОКК Београд         | 41     |
| 21.  | Стефан Матовић (2)                | Слога               | 47     |
| 22.  | Стефан Фундић                     | Беовук 72           | 39     |
| 23.  | Милан Вулић                       | Спартак Суботица    | 35     |
| 24.  | Данило Тасић (3)                  | Константин          | 36     |
| 25.  | Јован Ђорђевић Маринковић         | Напредак Рубин      | 39     |
| 26.  | Стефан Фундић (2)                 | Беовук 72           | 53     |

| МВП лиге | Играч            | Клуб        | Индекс |
| -------- | ---------------- | ----------- | ------ |
|          | Алекса Аврамовић | Борац Чачак | 623    |

## Суперлига Србије

### Клубови у сезони 2015/16.
| Клуб                  | Место             | Дворана                        | Капацитет |
| --------------------- | ----------------- | ------------------------------ | --------- |
| Борац                 | Чачак             | Хала Борца крај Мораве         | 2.500     |
| Константин            | Ниш               | Хала Чаир                      | 5.000     |
| Мега Лекс             | Сремска Митровица | Пословно-спортски центар Пинки | 3.000     |
| Металац Фармаком      | Ваљево            | Хала спортова Ваљево           | 2.500     |
| Партизан НИС          | Београд           | Хала Пионир                    | 8.150     |
| Тамиш                 | Панчево           | Спортска хала Стрелиште        | 1.100     |
| ФМП                   | Београд           | Дворана Железник               | 3.000     |
| Црвена звезда Телеком | Београд           | Хала Пионир                    | 8.150     |

### Група А

#### Резултати по колима
| 1. коло           |       |
| Ц. звезда - Тамиш | 94:54 |
| Металац - ФМП     | 80:84 |

| 2. коло             |        |
| Тамиш - ФМП         | 65:80  |
| Ц. звезда - Металац | 102:67 |

| 3. коло         |        |
| Металац - Тамиш | 104:85 |
| ФМП - Ц. звезда | 83:91  |

| 4. коло           |       |
| Тамиш - Ц. звезда | 57:94 |
| ФМП - Металац     | 92:78 |

| 5. коло             |       |
| ФМП - Тамиш         | 78:53 |
| Металац - Ц. звезда | 56:78 |

| 6. коло         |       |
| Тамиш - Металац | 67:90 |
| Ц. звезда - ФМП | 72:67 |

#### Табела
|   | Тим                   | Игр. | Поб. | Изг. | П+  | П-  | П+/- | Бод |
| - | --------------------- | ---- | ---- | ---- | --- | --- | ---- | --- |
| 1 | Црвена звезда Телеком | 6    | 6    | 0    | 531 | 384 | +147 | 12  |
| 2 | ФМП                   | 6    | 4    | 2    | 484 | 439 | +45  | 10  |
| 3 | Металац Фармаком      | 6    | 2    | 4    | 475 | 508 | -33  | 8   |
| 4 | Тамиш                 | 6    | 0    | 6    | 381 | 540 | -159 | 6   |

Легенда:

### Група Б

#### Резултати по колима
| 1. коло                |        |
| Мега Лекс - Константин | 93:63  |
| Партизан - Борац       | 102:79 |

| 2. коло              |       |
| Константин - Борац   | 89:75 |
| Мега Лекс - Партизан | 81:85 |

| 3. коло               |        |
| Партизан - Константин | 89:73  |
| Борац - Мега Лекс     | 89:109 |

| 4. коло                |        |
| Константин - Мега Лекс | 75:104 |
| Борац - Партизан       | 83:94  |

| 5. коло              |       |
| Борац - Константин   | 91:78 |
| Партизан - Мега Лекс | 94:89 |

| 6. коло               |        |
| Константин - Партизан | 62:86  |
| Мега Лекс - Борац     | 102:74 |

#### Табела
|   | Тим          | Игр. | Поб. | Изг. | П+  | П-  | П+/- | Бод |
| - | ------------ | ---- | ---- | ---- | --- | --- | ---- | --- |
| 1 | Партизан НИС | 6    | 6    | 0    | 550 | 467 | +83  | 12  |
| 2 | Мега Лекс    | 6    | 4    | 2    | 578 | 480 | +98  | 10  |
| 3 | Константин   | 6    | 1    | 5    | 440 | 538 | -98  | 7   |
| 4 | Борац Чачак  | 6    | 1    | 5    | 491 | 574 | -83  | 7   |

Легенда:

### Најкориснији играчи кола и лиге
| Коло | Играч             | Клуб       | Индекс |
| ---- | ----------------- | ---------- | ------ |
| 1.   | Раде Загорац      | Мега Лекс  | 36     |
| 2.   | Владимир Ђорђевић | Константин | 28     |
| 3.   | Раде Загорац (2)  | Мега Лекс  | 30     |
| 4.   | Филип Човић       | ФМП        | 32     |
| 5.   | Данило Николић    | Мега Лекс  | 30     |
| 6.   | Ивица Зубац       | Мега Лекс  | 36     |

| МВП лиге | Играч            | Клуб        | Индекс |
| -------- | ---------------- | ----------- | ------ |
|          | Алекса Аврамовић | Борац Чачак | 129    |

### Разигравање за титулу

#### Полуфинале
Први пар:
| 27. 5. 2016. 19:00 |                                                            | Црвена звезда Телеком | 77 : 66                          | Мега Лекс | Хала Пионир, Београд Гледаоци: 2.479 Судије: Илија Белошевић, Александар Глишић, Владимир Јевтовић |  |
| 27. 5. 2016. 19:00 | Четвртине: 21-18, 22-12, 13-12, 21-24                      |                       |                                  |           | Хала Пионир, Београд Гледаоци: 2.479 Судије: Илија Белошевић, Александар Глишић, Владимир Јевтовић |  |
| 27. 5. 2016. 19:00 | Поени: Симоновић 14 Скокови: Цирбес 8 Асистенције: Јовић 8 |                       | Загорац 20 Загорац 11 Ивановић 5 |           | Хала Пионир, Београд Гледаоци: 2.479 Судије: Илија Белошевић, Александар Глишић, Владимир Јевтовић |  |

| 29. 5. 2016. 20:00 |                                                            | Мега Лекс | 64 : 74                       | Црвена звезда Телеком | Пословно-спортски центар Пинки, Сремска Митровица Гледаоци: 1.500 Судије: Миливоје Јовчић, Драган Нешковић, Урош Обркнежевић |  |
| 29. 5. 2016. 20:00 | Четвртине: 13-14, 25-23, 17-18, 9-19                       |           |                               |                       | Пословно-спортски центар Пинки, Сремска Митровица Гледаоци: 1.500 Судије: Миливоје Јовчић, Драган Нешковић, Урош Обркнежевић |  |
| 29. 5. 2016. 20:00 | Поени: Јанковић 23 Скокови: Николић 7 Асистенције: Рашић 7 |           | Митровић 20 Штимац 13 Јовић 9 |                       | Пословно-спортски центар Пинки, Сремска Митровица Гледаоци: 1.500 Судије: Миливоје Јовчић, Драган Нешковић, Урош Обркнежевић |  |

Други пар:
| 28. 5. 2016. 18:00 |                                                                      | Партизан НИС | 82 : 63                                      | ФМП | Хала Пионир, Београд Гледаоци: 4.000 Судије: Миливоје Јовчић, Милија Војиновић, Урош Николић |  |
| 28. 5. 2016. 18:00 | Четвртине: 12-16, 25-11, 26-14, 19-22                                |              |                                              |     | Хала Пионир, Београд Гледаоци: 4.000 Судије: Миливоје Јовчић, Милија Војиновић, Урош Николић |  |
| 28. 5. 2016. 18:00 | Поени: Мурић 14 Скокови: Цветковић 6 Асистенције: Мурић, Цветковић 3 |              | Давидовац 19 Лазаревић 10 Давидовац, Човић 3 |     | Хала Пионир, Београд Гледаоци: 4.000 Судије: Миливоје Јовчић, Милија Војиновић, Урош Николић |  |

| 30. 5. 2015. 21:00 |                                                             | ФМП | 79 : 74                                      | Партизан НИС | Дворана Железник, Београд Гледаоци: 500 Судије: Илија Белошевић, Милија Војиновић, Саша Маричић |  |
| 30. 5. 2015. 21:00 | Четвртине: 19-20, 24-16, 18-14, 18-24                       |     |                                              |              | Дворана Железник, Београд Гледаоци: 500 Судије: Илија Белошевић, Милија Војиновић, Саша Маричић |  |
| 30. 5. 2015. 21:00 | Поени: Добрић 21 Скокови: Лазаревић 10 Асистенције: Човић 7 |     | Џоунс 18 Вилијамс, Милутиновић 6 Цветковић 5 |              | Дворана Железник, Београд Гледаоци: 500 Судије: Илија Белошевић, Милија Војиновић, Саша Маричић |  |

| 1. 6. 2016. 21:00 |                                                             | Партизан НИС | 87 : 78                      | ФМП | Хала Пионир, Београд Гледаоци: 6.000 Судије: Илија Белошевић, Миливоје Јовчић, Милија Војиновић |  |
| 1. 6. 2016. 21:00 | Четвртине: 24-10, 17-16, 28-28, 18-24                       |              |                              |     | Хала Пионир, Београд Гледаоци: 6.000 Судије: Илија Белошевић, Миливоје Јовчић, Милија Војиновић |  |
| 1. 6. 2016. 21:00 | Поени: Величковић 20 Скокови: Џоунс 8 Асистенције: Вилсон 6 |              | Тејић 16 Апић 11 Лазаревић 5 |     | Хала Пионир, Београд Гледаоци: 6.000 Судије: Илија Белошевић, Миливоје Јовчић, Милија Војиновић |  |

#### Бараж за пласман у Јадранску лигу
| 4. 6. 2016. 20:00 |                                                                 | Мега Лекс | 93 : 77                                 | ФМП | Пословно-спортски центар Пинки, Сремска Митровица Гледаоци: 700 Судије: Урош Обркнежевић, Марко Јурас, Владимир Јевтовић |  |
| 4. 6. 2016. 20:00 | Четвртине: 19-20, 28-23, 28-21, 18-13                           |           |                                         |     | Пословно-спортски центар Пинки, Сремска Митровица Гледаоци: 700 Судије: Урош Обркнежевић, Марко Јурас, Владимир Јевтовић |  |
| 4. 6. 2016. 20:00 | Поени: Ивановић 24 Скокови: Загорац 10 Асистенције: Ивановић 10 |           | Добрић 28 Добрић, Радовановић 6 Човић 7 |     | Пословно-спортски центар Пинки, Сремска Митровица Гледаоци: 700 Судије: Урош Обркнежевић, Марко Јурас, Владимир Јевтовић |  |

| 6. 6. 2016. 20:00 |                                                          | ФМП | 89 : 83                          | Мега Лекс | Дворана Железник, Београд Гледаоци: 300 Судије: Миливоје Јовчић, Саша Маричић, Немања Нинковић |  |
| 6. 6. 2016. 20:00 | Четвртине: 30-19, 21-30, 14-17, 24-17                    |     |                                  |           | Дворана Железник, Београд Гледаоци: 300 Судије: Миливоје Јовчић, Саша Маричић, Немања Нинковић |  |
| 6. 6. 2016. 20:00 | Поени: Добрић 22 Скокови: Добрић 9 Асистенције: Човић 12 |     | Николић 20 Николић 8 Ивановић 13 |           | Дворана Железник, Београд Гледаоци: 300 Судије: Миливоје Јовчић, Саша Маричић, Немања Нинковић |  |

| 8. 6. 2016. 19:00 |                                                               | Мега Лекс | 83 : 84                            | ФМП | Пословно-спортски центар Пинки, Сремска Митровица Гледаоци: 600 Судије: Марко Јурас, Урош Николић, Иван Стефановић |  |
| 8. 6. 2016. 19:00 | Четвртине: 33-24, 20-18, 13-24, 17-18                         |           |                                    |     | Пословно-спортски центар Пинки, Сремска Митровица Гледаоци: 600 Судије: Марко Јурас, Урош Николић, Иван Стефановић |  |
| 8. 6. 2016. 19:00 | Поени: Загорац 15 Скокови: Николић 5 Асистенције: Ивановић 10 |           | Човић 23 Апић, Лазаревић 6 Човић 6 |     | Пословно-спортски центар Пинки, Сремска Митровица Гледаоци: 600 Судије: Марко Јурас, Урош Николић, Иван Стефановић |  |

| 10. 6. 2016. 20:00 |                                                             | ФМП | 79 : 90                        | Мега Лекс | Дворана Железник, Београд Гледаоци: 350 Судије: Илија Белошевић, Миливоје Јовчић, Радош Арсенијевић |  |
| 10. 6. 2016. 20:00 | Четвртине: 11-26, 26-18, 27-21, 15-25                       |     |                                |           | Дворана Железник, Београд Гледаоци: 350 Судије: Илија Белошевић, Миливоје Јовчић, Радош Арсенијевић |  |
| 10. 6. 2016. 20:00 | Поени: Добрић 17 Скокови: Давидовац 11 Асистенције: Човић 9 |     | Зубац 21 3 играча 5 Ивановић 8 |           | Дворана Железник, Београд Гледаоци: 350 Судије: Илија Белошевић, Миливоје Јовчић, Радош Арсенијевић |  |

| 12. 6. 2016. 20:00 |                                                             | Мега Лекс | 81 : 73                        | ФМП | Пословно-спортски центар Пинки, Сремска Митровица Гледаоци: 1.000 Судије: Илија Белошевић, Александар Глишић, Урош Обркнежевић |  |
| 12. 6. 2016. 20:00 | Четвртине: 24-19, 21-19, 19-15, 17-20                       |           |                                |     | Пословно-спортски центар Пинки, Сремска Митровица Гледаоци: 1.000 Судије: Илија Белошевић, Александар Глишић, Урош Обркнежевић |  |
| 12. 6. 2016. 20:00 | Поени: Рашић 20 Скокови: Загорац 10 Асистенције: Ивановић 7 |           | Лазаревић 20 Добрић 9 Човић 11 |     | Пословно-спортски центар Пинки, Сремска Митровица Гледаоци: 1.000 Судије: Илија Белошевић, Александар Глишић, Урош Обркнежевић |  |

#### Финале
| 3. 6. 2016. 21:00 |                                                          | Црвена звезда Телеком | 84 : 53                           | Партизан НИС | Хала Пионир, Београд Гледаоци: 5.029 Судије: Илија Белошевић, Миливоје Јовчић, Александар Глишић |  |
| 3. 6. 2016. 21:00 | Четвртине: 21-15, 21-12, 22-12, 20-14                    |                       |                                   |              | Хала Пионир, Београд Гледаоци: 5.029 Судије: Илија Белошевић, Миливоје Јовчић, Александар Глишић |  |
| 3. 6. 2016. 21:00 | Поени: Милер 24 Скокови: Митровић 7 Асистенције: Мицић 4 |                       | Вилијамс 10 Вилијамс 5 3 играча 2 |              | Хала Пионир, Београд Гледаоци: 5.029 Судије: Илија Белошевић, Миливоје Јовчић, Александар Глишић |  |

| 5. 6. 2016. 21:00 |                                                         | Партизан НИС | 86 : 87                                    | Црвена звезда Телеком | Хала Пионир, Београд Гледаоци: 6.500 Судије: Илија Белошевић, Милија Војиновић, Урош Николић |  |
| 5. 6. 2016. 21:00 | Четвртине: 25-21, 29-16, 18-25, 14-25                   |              |                                            |                       | Хала Пионир, Београд Гледаоци: 6.500 Судије: Илија Белошевић, Милија Војиновић, Урош Николић |  |
| 5. 6. 2016. 21:00 | Поени: Вилсон 18 Скокови: Џоунс 7 Асистенције: Вилсон 5 |              | Јовић, Кинси, Цирбес 13 Митровић 6 Јовић 7 |                       | Хала Пионир, Београд Гледаоци: 6.500 Судије: Илија Белошевић, Милија Војиновић, Урош Николић |  |

| 7. 6. 2016. 21:00 |                                                           | Црвена звезда Телеком | 72 : 75                                           | Партизан НИС | Хала Пионир, Београд Гледаоци: 5.799 Судије: Миливоје Јовчић, Драган Нешковић, Урош Обркнежевић |  |
| 7. 6. 2016. 21:00 | Четвртине: 13-5, 16-22, 18-26, 25-22                      |                       |                                                   |              | Хала Пионир, Београд Гледаоци: 5.799 Судије: Миливоје Јовчић, Драган Нешковић, Урош Обркнежевић |  |
| 7. 6. 2016. 21:00 | Поени: Цирбес 19 Скокови: Цирбес 11 Асистенције: Јовић 14 |                       | Величковић, Џоунс 13 Мурић 7 Величковић, Вилсон 4 |              | Хала Пионир, Београд Гледаоци: 5.799 Судије: Миливоје Јовчић, Драган Нешковић, Урош Обркнежевић |  |

| 9. 6. 2016. 21:00 |                                                                                    | Партизан НИС | 65 : 70                                      | Црвена звезда Телеком | Хала Пионир, Београд Гледаоци: 6.500 Судије: Илија Белошевић, Милија Војиновић, Саша Маричић |  |
| 9. 6. 2016. 21:00 | Четвртине: 22-18, 17-23, 9-15, 17-14                                               |              |                                              |                       | Хала Пионир, Београд Гледаоци: 6.500 Судије: Илија Белошевић, Милија Војиновић, Саша Маричић |  |
| 9. 6. 2016. 21:00 | Поени: Величковић 19 Скокови: Величковић 6 Асистенције: Маринковић, Мурић, Џоунс 2 |              | Кинси, Симоновић, Цирбес 15 Цирбес 7 Јовић 4 |                       | Хала Пионир, Београд Гледаоци: 6.500 Судије: Илија Белошевић, Милија Војиновић, Саша Маричић |  |

| Првак Суперлиге Србије у кошарци 2015/16. |
| ----------------------------------------- |
| КК Црвена звезда 2. титула                |